# 燭龍

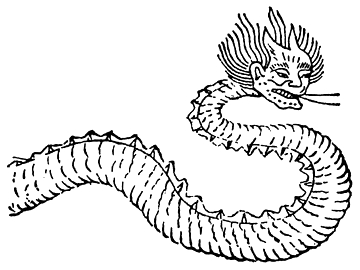
《山海經》之「燭龍（燭陰）」

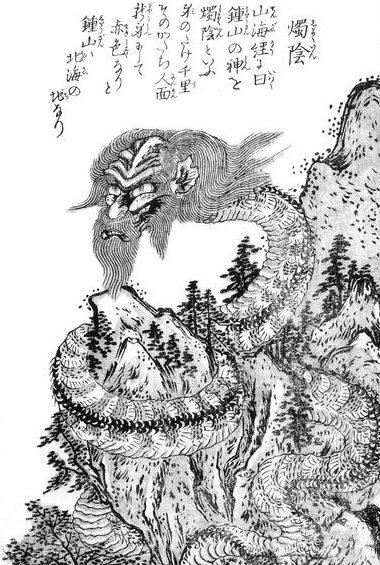
《今昔百鬼拾遺 雲》裡的燭陰

《古今圖書集成·博物彙編·神異典·第二十九卷》裡的燭陰。

燭龍，據《山海經·大荒北經》所载：「西北海之外，赤水之北，有章尾山。有神，人面蛇身而赤，直目正乘，其瞑乃晦，其視乃明，不食不寢不息，風雨是謁。是燭九陰，是燭龍。」而在〈海外北經〉中也有類似說法：「鍾山之神，名曰燭陰，視為晝，瞑為夜，吹為冬，呼為夏，不飲，不食，不息，息為風。身長千里……其為物，人面蛇身赤色，居鐘山下。」兩段文章雖不同段，一個描述位於西北隅，一個描述位於東北隅，但同樣以開眼為晝、閉眼為夜的記載十分類似，所以郭璞在注中便認為燭龍與燭陰乃是同一物。

## 形成原因

### 龙衔烛
歷代對燭龍有不同解釋，最早的说法见于汉代王逸对《楚辞》「日安不到，燭龍何照？」这一詞句的注解。

王逸在其《楚辞章句》中说：“天西北有幽冥无日之国，有龙衔烛而照之也”，认为烛龙只是寻常之龙，口衔神烛而照耀幽冥国度。这与郭璞注《山海经》“烛九阴”一词，说“照九阴之幽隐也”，可以说是一脉相承。

而郭璞注《山海经》引《诗含神雾》说：“天不足西北，无有阴阳消息，故有龙衔火精以往照天门中也。此所谓“烛阴”也”，汉代王逸所说“烛”，变为了火精。

与以下诸说结合，可见烛龙之地位正逐渐提升。

### 太陽說
明清时期文人将烛龙等同为太阳，《易緯乾坤鑿度》中又曰：「太陽順四方之氣。古聖曰：燭龍行東時肅清，行西時，行南時大，行北時嚴殺。」所以清人俞正燮在其著作《癸巳存稿》中認為「燭龍即日之名」。

### 祝融說
近代杭州大學教授姜亮夫認為燭龍與祝融音近，稱：「古人束草木為燭，修然而長，以光為熱，遠謝日力，而形則有似于龍。龍者，古之神物，名曰神，曰燭龍。」

### 極光說
张明华在《烛龙和北极光》中认为，烛龙不是动物，“烛龙照明”之说是北极光现象的神化。台灣《科學人》雜誌2009年5月號第36頁由趙丰發表的「【上下古今人間世】燭龍：千百世代的古今奇緣」中指出。因磁北極在古代是在北部亞洲的位置，所以古人看得到上述如「鍾山之神，名曰燭陰，視為晝，瞑為夜，吹為冬，呼為夏，不飲，不食，不息，息為風。身長千里……其為物，人面蛇身赤色，居鐘山下。」符合燭龍形象的極光。

## 相關
- 中國妖怪列表
- 龍
- 神

## 外部連結
- Zhú Lóng – The Illuminating Dragon, China History Forum
- 燭龍 （页面存档备份，存于），中國上古神話 （中文）